# Saban tuyı
Saban tuyı (Saban bäyräme, Сабан бәйрәме, tjuvasjiska: Акатуй/Akatuj; ryska: Сабантуй; "plogfesten", ibland även "plogens helgdag", ) är en sommarhögtid (varierande datum) med medeltida anor firad framförallt i de ryska delrepublikerna Tatarstan och Tjuvasjien där den idag är officiell helgdag. Den firas också av andra turkisktalande folk som bor längs floden Volga.

## Historia
Sabantuy kan följas tillbaka till ett ursprung i den förislamiska perioden då den firades vid såningstid. De traditionella sångerna och andra sabantuytraditioner antas ha haft religiös betydelse under denna tid. Då islam senare vann mark bland tatarer och basjkirer samtidigt som kristendomen växte fram hos tjuvaserna blev den en profan helgdag. I varje region turas olika orter om att stå värd för de centrala festligheterna.
I början av 1900-talet fick saban tuyı status som tatarernas nationella helgdag. De sovjetiska myndigheterna höll fast vid denna fest på grund av det folkliga ursprunget, men de flyttade fram den så att den smälte samman med sommarfesten cíın (Җыен)
Nyligen (2007) har Ryska federationen lagt fram planer på att föreslå saban tuyı för Unescos lista över muntliga och icke-materiella världskulturarvslista 2007.

## Traditioner
De viktigaste elementen, som är särskilda för saban tuyı, är traditionella sporttävlingarna som till exempel köräş (tatarbrottning), hästlopp, säckhoppning, ägglopp, säckhoppning på en balk. Dessa aktiviteter hålls på en öppen plats, mäydan (мәйдан eller på talspråk maydan/майдан), som oftast ligger i skogskanten.
En tradition som heter sörän (Сөрән) hålls för att samla in resepengar till festens gäster och premier till vinnarna av tävlingarna. Qarğa botqası (Карга боткасы, råggröt) är en rituell gröt som lagas för saban tuyı för att glädja barnen. En annan del av högtiden är bön på begravningsplatsen.
Numera kombineras saban tuyı ofta med festivaler för tatarisk folkmusik och popmusik, eller med festivalen för dragspelsmusik kallad Uyna, ğarmun! (Spela dragspel!).

### Köräş

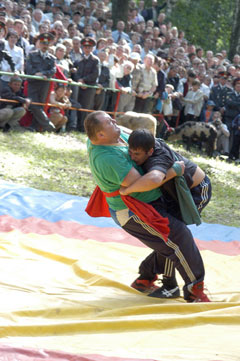
Tatarbrottning, ett viktigt inslag i firandet

Tatarisk brottning Tatarça köräş (Татарча көрәш) är den viktigaste tävlingen på saban tuyı. Brottarna (tatarisk: köräşçe(lär)/көрәшче(ләр)) använder handdukar och målet är att slå omkull motståndaren.
Vanligtvis är det unga pojkar som inleder tävlingen. Vid avslutningen av saban tuyı är finalen i köräş det viktigaste inslaget. Vinnaren blir batır (батыр/batyr eller паттăр/pattăr) "hjälten" på saban tuyı. På landsbygden kan premien vara ett får och i städerna en bil.

### Utbredning
Saban tuyı hålls inte på något fast datum, och tidpunkten skiftar mellan den 15 juni och den 1 juli, men festen ligger normalt på en söndag. Först arrangeras landbygdernas fester, sedan följs det av distriktens fester och de stora städernas. Den sista saban tuyı hålls i Kazan, som är huvudstad i Tatarstan. Motsvarande avslutningsfester hålls i Akatuy i Tjuvasjien och i Habantuy i Basjkirien.
Under de senaste åren har den ryska regeringen medverkat till att arrangera en saban tuyı för den ryska federationen i Moskva. Det hålls också fester i många av de städer i Europa och Asien där det finns större grupper av emigrerade tatarer, som till exempel i Moskva, Sankt Petersburg, Tallinn, Prag, Istanbul och Tasjkent.
Idag kan saban tuyı betecknas som en internationell fest eftersom folk från många olika etniska grupper deltar i firandet, både i Tatarstan och resten av världen.

## Politiska traditioner
Då saban tuy blivit en symbol för Tatarstan deltar alla de ryska presidenter, som är i regionen, i Kazans saban tuyı. Boris Jeltsin deltog under 1990-talet och Vladimir Putin har också medverkat.